# Elisabeth Hillebrandt
Elisabeth Hillebrandt (* 17. Februar 1886 als Elisabeth Schumacher in Wamckow, Mecklenburg; † nach 1930) war eine deutsche Schriftstellerin.

## Leben
Elisabeth Hillebrandt, die in Berlin-Charlottenburg lebte, veröffentlichte in den 1930er Jahren eine Reihe von Kinder- und Jugendbüchern.

## Werke
- Astrid, Stuttgart 1932
- Putzele, Leipzig 1933
- Bärbele und ihre Mütter, Leipzig 1934
- Ich hab’ eine Kameradin, Leipzig 1934
- Die Freundin, Berlin 1936
- Gesine Larsen, Berlin [u. a.] 1937
- Elisabeth Wulffen, Berlin [u. a.] 1937

| Personendaten    | Personendaten                       |
| ---------------- | ----------------------------------- |
| NAME             | Hillebrandt, Elisabeth              |
| ALTERNATIVNAMEN  | Schumacher, Elisabeth (Geburtsname) |
| KURZBESCHREIBUNG | deutsche Schriftstellerin           |
| GEBURTSDATUM     | 17. Februar 1886                    |
| GEBURTSORT       | Wamckow, Mecklenburg                |
| STERBEDATUM      | nach 1930                           |